# Empidideicinae
Empidideicinae zijn een onderfamilie uit de orde van de tweevleugeligen (Diptera), onderorde vliegen (Brachycera).
De vliegen uit deze onderfamilie zijn zeer klein (0,5 tot 5 millimeter). 

## Geslachten
- Empidideicus Becker, 1907